# Aloe niebuhriana
Aloe niebuhriana ist eine Pflanzenart der Gattung der Aloen in der Unterfamilie der Affodillgewächse (Asphodeloideae). Das Artepitheton niebuhriana ehrt den Botaniker und Forschungsreisenden Carsten Niebuhr.

## Beschreibung

### Vegetative Merkmale
Aloe niebuhriana wächst stammlos oder kurz stammbildend. Auf felsigen Boden ist sie einfach, auf sandigen Boden jedoch reich sprossend und dichte Gruppen bildend. Die Stämme sind niederliegend. Die 15 bis 25 lanzettlich verschmälerten Laubblätter bilden Rosetten. Die graugrüne, etwas purpurfarben getönte Blattspreite ist bis zu 45 Zentimeter lang und 10 Zentimeter breit. Die dunkelbraunen Zähne am Blattrand sind 1,5 bis 2 Millimeter lang und stehen 12 bis 15 Millimeter voneinander entfernt.

### Blütenstände und Blüten
Der Blütenstand ist in der Regel einfach oder besteht gelegentlich aus ein bis zwei Zweigen. Er erreicht eine Länge von 50 bis 100 Zentimeter. Die dichten, konischen Trauben sind 12 bis 30 Zentimeter lang und 5 bis 6 Zentimeter breit. Die deltoid-spitzen Brakteen weisen eine Länge von 8 Millimeter auf und sind 3 bis 4 Millimeter breit. Die meist kurz flaumhaarigen, scharlachroten, grünlich gelb gespitzten Blüten sind nur selten einheitlich grünlich gelb. Sie stehen an 4 bis 6 Millimeter langen Blütenstielen. Die Blüten sind 28 bis 31 Millimeter lang und an ihrer Basis kurz verschmälert. Auf Höhe des Fruchtknotens weisen die Blüten einen Durchmesser von 6 bis 7 Millimeter auf. Darüber sind sie nicht verengt. Ihre Perigonblätter sind auf einer Länge von 19 bis 21 Millimeter nicht miteinander verwachsen. Die Staubblätter und der Griffel ragen 3 bis 4 Millimeter aus der Blüte heraus.

## Systematik und Verbreitung
Aloe niebuhriana ist in Saudi-Arabien und Jemen auf felsigen Hügeln und Sandbänken in Höhen von 250 bis 500 Metern verbreitet. 
Die Erstbeschreibung durch John Jacob Lavranos wurde 1965 veröffentlicht.

## Nachweise